# Сентрал (Аљаска)
Сентрал (енгл. Central) насељено је место без административног статуса у америчкој савезној држави Аљаска.

## Демографија
По попису из 2010. године број становника је 96, што је 38 (-28,4%) становника мање него 2000. године.
| Група             | 2000.       | 2010.      |
| Белци             | 113 (84,3%) | 88 (91,7%) |
| Афроамериканци    | 0 (0,0%)    | 0 (0,0%)   |
| Азијати           | 1 (0,7%)    | 0 (0,0%)   |
| Хиспаноамериканци | 1 (0,7%)    | 1 (1,0%)   |
| Укупно            | 134         | 96         |